# CorNet

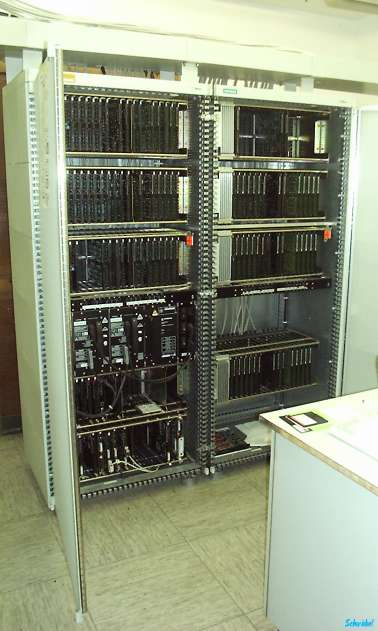
Hicom 300E für etwa 1.200 Teilnehmer

Corporate Network (CorNet) ist ein von Siemens entwickeltes ISDN-Protokoll für Telefonanlagen, welches nahezu ausschließlich bei Anlagen der Hicom- und HiPath-Serie zum Einsatz kommt.
Im Gegensatz zum allgemein unterstützten Q-Interface Signalling Protocol (QSIG) sind in CorNet alle herstellerspezifischen Leistungsmerkmale der Hicom- und HiPath-Anlagen integriert. Dennoch kommt QSIG für eine End-to-end-Signalisierung zur Anwendung, da QSIG eine vollständige Tunnelung des CorNet-Protokolls erlaubt (Protokollvariante CorNet-NQ). Somit ist das für Hicom- und HiPath-Anlagen verwendete ISDN-Protokoll kompatibel zur internationalen Standardisierung und geeignet für die Signalisierung über öffentliche Telefonnetze. Eine Vernetzung von Hicom- und HiPath-Anlagen kann deshalb auch weltweit erfolgen.
Seit einiger Zeit existiert neben CorNet-T für die Anbindung von Systemtelefonen und CorNet-N für die Quervernetzung auch die Protokollvariante CorNet-IP (auch als HFA bzw. HiPath Feature Access bekannt), welche eine Vernetzung von Anlagen untereinander oder die Anbindung von optiPoint- und OpenStage-Systemtelefonen über das Internet-Protokoll ermöglicht.
Ein Pendant zu CorNet ist das von Alcatel entwickelte ABC.